# Região Geográfica Intermediária de Paulo Afonso
A Região Geográfica Intermediária de Paulo Afonso é uma das dez regiões intermediárias do estado brasileiro da Bahia e uma das 134 regiões intermediárias do Brasil, criadas pelo Instituto Brasileiro de Geografia e Estatística (IBGE) em 2017. É composta por 30 municípios, distribuídos em cinco regiões geográficas imediatas.
Sua população total estimada pelo Instituto Brasileiro de Geografia e Estatística (IBGE) para 1º de julho de 2018 é de 812 236 de habitantes, distribuídos em uma área total de 40 788,175 km².
Paulo Afonso é o município mais populoso da região intermediária, com 117 014 habitantes, de acordo com estimativas de 2018 do Instituto Brasileiro de Geografia e Estatística (IBGE).

## Regiões geográficas imediatas
| Região geográfica imediata                      | Municípios                                                                 | População Estimativa 2018 | Área (km²) |
| ----------------------------------------------- | -------------------------------------------------------------------------- | ------------------------- | ---------- |
| Região Geográfica Imediata de Ribeira do Pombal | Banzaê Cipó Nova Soure Olindina Ribeira do Amparo Ribeira do Pombal Tucano | 201 326                   | 6 154,056  |
| Região Geográfica Imediata de Paulo Afonso      | Abaré Chorrochó Glória Macururé Paulo Afonso Rodelas Santa Brígida         | 194 353                   | 13 375,122 |
| Região Geográfica Imediata de Euclides da Cunha | Cansanção Canudos Euclides da Cunha Monte Santo Quijingue                  | 188 476                   | 10 949,067 |
| Região Geográfica Imediata de Cícero Dantas     | Adustina Antas Cícero Dantas Fátima Heliópolis Paripiranga                 | 128 866                   | 2 951,576  |
| Região Geográfica Imediata de Jeremoabo         | Coronel João Sá Jeremoabo Novo Triunfo Pedro Alexandre Sítio do Quinto     | 99 215                    | 7 358,354  |
| Total                                           | 30                                                                         | 812 236                   | 40 788,175 |